# Oberscheld

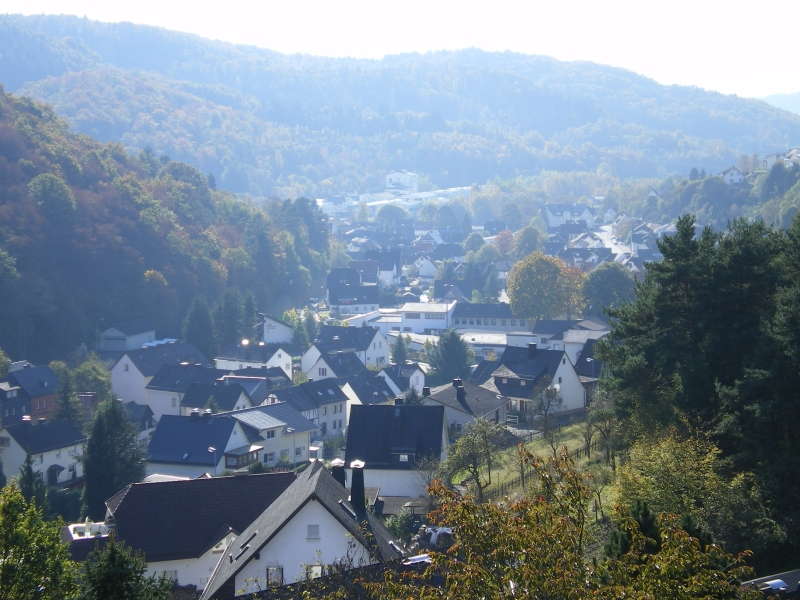
Blick vom Rompelberg über Oberscheld

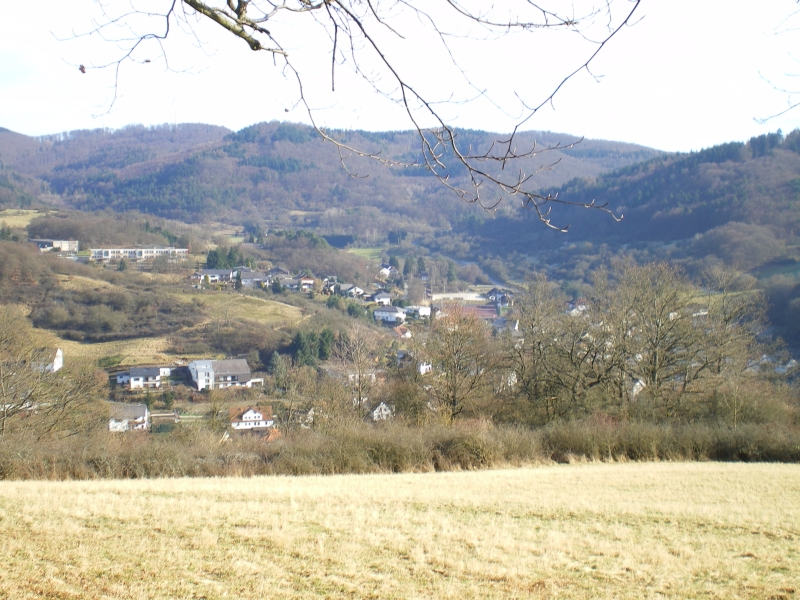
Blick vom Hölzchen über Oberscheld

Oberscheld ist ein Dorf im Schelder Wald unmittelbar an der namensgebenden Schelde und als solches ein Stadtteil der Stadt Dillenburg im mittelhessischen Lahn-Dill-Kreis. Das Dorf wurde zum großen Teil durch Bergbau geprägt – dank zahlreicher Eisenerzgruben in seiner Gemarkung.

## Geschichte

### Ortsgeschichte
Schätzungen zufolge gab es bereits im 8. Jahrhundert Siedlungen im Oberschelder Gebiet, deren Bewohner nachweislich Erzbauern, Köhler, Eisengießer und Waldschmiede waren. Das Scheldetal war reich an Eisenerz und großen Wäldern. Der Ort wurde schriftlich erstmals am 22. Oktober 1274 als Schelt erwähnt, als Heydenreich von Dernbach (Adelsgeschlecht) Besitzungen im Ort an das Stift Keppel im Siegerland verkaufte. Damals wurde noch nicht zwischen Oberscheld und Niederscheld unterschieden. Der eigentliche Name Oberscheld jedoch wurde explizit erst im Jahre 1444 erwähnt. Diese Erwähnung stand im Zusammenhang mit einer Eisenhütte, die ihren Standort in Oberscheld hatte. Nachweislich wurden hier bereits im Jahre 1590 gusseiserne Öfen hergestellt.
Während des Dreißigjährigen Krieges wurden auch die Bewohner und Gebäude des Dorfes in Mitleidenschaft gezogen. Neben der Einäscherung ihrer Heime hatten sie auch die Pest zu ertragen, die viele Opfer forderte. Während des Siebenjährigen Krieges (1756–1763) wurde die Oberschelder Bevölkerung ausgeplündert und teilweise zwangsrekrutiert.
Am 17. September 2006 kam es aufgrund eines mehrstündigen Gewitters in Oberscheld zu einer Flutkatastrophe. Etwa 400 Haushalte waren betroffen. Die schlimmsten Schäden gab es in den Straßen Bahnhofstraße, Marburger Straße (dort fließen Schelde und Irrschelde unterirdisch zusammen), Bienengarten, Am Gahlert und Schelde-Lahn-Straße. Außerdem stürzte im Bereich des Hans-König-Wegs ein Hang des Ortsberges ab. Die Gesamtschäden für Dillenburg und Ortsteile bezifferten sich auf etwa 25 Millionen Euro.
Hessische Gebietsreform (1970–1977)
Letzter Bürgermeister von Oberscheld war Ernst Heimann von 1954 bis zu seiner Pensionierung 1974. Im Zuge der Gebietsreform in Hessen wurde zum 1. Januar 1977 die bis dahin selbstständige Gemeinde Oberscheld durch das Gesetz zur Neugliederung des Dillkreises, der Landkreise Gießen und Wetzlar und der Stadt Gießen in die Stadt Dillenburg eingemeindet. Für den Stadtteil Oberscheld wurde, wie für die übrigen nach Dillenburg eingemeindeten, ehemals eigenständigen Gemeinden, ein Ortsbezirk  gebildet.

### Verwaltungsgeschichte im Überblick
Die folgende Liste zeigt die Staaten und Verwaltungseinheiten, denen Oberscheld angehört(e):
- vor 1739: Heiliges Römisches Reich, Grafschaft/Fürstentum Nassau-Dillenburg, Amt Dillenburg
- ab 1739: Heiliges Römisches Reich, Fürstentum Nassau-Diez, Amt Dillenburg
- 1806–1813: Großherzogtum Berg,[Anm. 2] Département Sieg, Arrondissement Dillenburg, Kanton Dillenburg
- 1813–1815: Fürstentum Nassau-Oranien, Amt Dillenburg
- ab 1816: Herzogtum Nassau,[Anm. 3] Amt Dillenburg
- ab 1849: Herzogtum Nassau, Kreisamt Herborn[Anm. 4]
- ab 1854: Herzogtum Nassau, Amt Dillenburg
- ab 1867: Norddeutscher Bund[Anm. 5], Königreich Preußen,[Anm. 6] Provinz Hessen-Nassau, Regierungsbezirk Wiesbaden, Dillkreis[Anm. 7]
- ab 1871: Deutsches Reich, Königreich Preußen, Provinz Hessen-Nassau, Regierungsbezirk Wiesbaden, Dillkreis
- ab 1918: Deutsches Reich (Weimarer Republik), Freistaat Preußen, Provinz Hessen-Nassau, Regierungsbezirk Wiesbaden, Dillkreis
- ab 1932: Deutsches Reich, Freistaat Preußen, Provinz Hessen-Nassau, Regierungsbezirk Wiesbaden, Landkreis Dillenburg
- ab 1933: Deutsches Reich, Freistaat Preußen, Provinz Hessen-Nassau, Regierungsbezirk Wiesbaden, Dillkreis
- ab 1944: Deutsches Reich, Freistaat Preußen, Provinz Nassau, Dillkreis
- ab 1945: Amerikanische Besatzungszone,[Anm. 8] Groß-Hessen, Regierungsbezirk Wiesbaden, Dillkreis
- ab 1946: Amerikanische Besatzungszone, Hessen, Regierungsbezirk Wiesbaden, Dillkreis
- ab 1949: Bundesrepublik Deutschland, Hessen, Regierungsbezirk Wiesbaden, Dillkreis
- ab 1968: Bundesrepublik Deutschland, Hessen, Regierungsbezirk Darmstadt, Dillkreis
- ab 1977: Bundesrepublik Deutschland, Hessen, Regierungsbezirk Darmstadt, Lahn-Dill-Kreis, Stadt Dillenburg[Anm. 9]
- ab 1981: Bundesrepublik Deutschland, Hessen, Regierungsbezirk Gießen, Lahn-Dill-Kreis, Stadt Dillenburg

### Wirtschaftsgeschichte
Aus den kleinen Schmelzbetrieben in Oberscheld wurden Eisenhütten. Um den großen Bedarf an Gusseisen für die Hüttenwerke zur Herstellung von Gusswaren, insbesondere von Herde und Ofen im Dillgebiet und im benachbarten ehem. Kreis Biedenkopf zu decken, blies man am 11. Juli 1905 einen neuen Koks-Hochofen an, einen zweiten 1910. Das Gichtgas dieser Hochöfen diente als Brennstoff für Großgasmotoren (Doppel-Tandem-Motoren), die wiederum Generatoren antrieben zur Stromerzeugung. Oberscheld wurde damit 1913 zur Hessen-Nassauische Überlandzentrale GmbH für die Elektrifizierung der näheren Umgebung (ehem. Dillkreis und Kreis Biedenkopf) vor und während des Ersten Weltkriegs. Der letzte Hochofen wurde im April 1968 stillgelegt, auch weil die beiden größten Erz-Gruben „Königszug“ und „Falkenstein“ aus wirtschaftlichen Gründen geschlossen wurden.
Diese Schließung brachte dann einen tiefgreifenden industriellen Schnitt in die Bergbaugeschichte Oberschelds. Das Dorf wandelte sich von einem Berg- und Hüttenleutedorf in eine Wohngemeinde.

#### Grube Falkenstein
Auf dem südwestlichen Teil des Lagerzuges der „Eisernen Hand“ bei Oberscheld wurde Anfang 1958 mit dem Abteufen eines neuen Schachtes begonnen, nachdem zuvor die Bauwürdigkeit des anstehenden Roteisensteinlagers durch Tiefbohrungen nachgewiesen worden war. Neben dem Förderschacht der Grube Falkenstein wurde auch ein Wetterschacht bis zur 350-m-Sohle niedergebracht und Ende 1961 eine untertägige Verbindung zwischen den beiden Schächten hergestellt.
Nach der Stilllegung der Grube Königszug ging die Grube Falkenstein im April 1968 zum Zwei-Schicht-Betrieb über und hatte in der Zeit von 1968 bis 1971 eine Jahresförderung von jeweils über 140.000 Tonnen. Obwohl das Erz einen Eisengehalt von etwa 40 Prozent hatte, entstanden ab 1971 zunehmende Absatzprobleme, die am 31. August 1973 zur Einstellung der Erzgewinnung führten.

#### Grube Auguststollen
Im Bereich der Eisernen Hand gab es im 19. Jahrhundert verschiedene fiskalische und private Grubenbetriebe, die gemeinschaftlich zunächst den „Auguststollen“ (ab 1831) und seit 1889 den „Burgerstollen“ auffuhren. 1912 ging der Großteil der Grubenfelder in den Besitz von J.C. Grün über. Die Burger Eisenwerke, in denen 1920 der Grubenbesitz von J.C. Grün aufgegangen war, errichteten 1920/21 eine Aufbereitungsanlage, in der Temper- und Hüttenerz aufbereitet wurde. Bis 1936 galten noch die alten Grubenfeldernamen für die einzelnen Betriebe. Seitdem galt der Grubenname Auguststollen für den Gesamtbetrieb.
Ebenfalls 1936 übernahm Buderus die Grube als Pachtbetrieb. Wegen der absehbaren Erschöpfung der bisherigen Betriebspunkte begann das Unternehmen 1938 mit der Erschließung eines neuen Tagebaus im Osten der Eisernen Hand und mit der Errichtung einer neuen Aufbereitung für Temper- und Hüttenerz.
Während der Tagebau 1956 stillgelegt wurde, kam die untertägige Erzgewinnung 1959 zum Erliegen. Tempererz wurde hier noch bis Ende 1975 aufbereitet, mit Temperroherzen der Gruben Königszug und Falkenstein und in der letzten Betriebsphase mit Fremderzen.

#### Grube Königszug
Als Geburtsstunde der Grube Königszug kann der 30. Juni 1819 gelten; unter diesem Datum legt eine Urkunde fest, dass die vier im Bergfreien liegenden Gruben „Stollenhecke“, „Königszug“ und „Schlitz“ in den Gemarkungen Eibach und Nanzenbach dem nassauischen Fiskus als konsolidierte Grube „Königszug“ verliehen wurden. Die namensgebende Grube wurde allerdings bereits um 1650 betrieben.
Nach der Annexion des Herzogtums Nassau durch Preußen im Jahre 1866 wurde die Grube von der preußischen Berginspektion Dillenburg verwaltet. In der wechselvollen Geschichte entwickelte sich dieses Bergwerk zur größten Eisenerzgrube in Hessen. Seine höchste Jahresförderung erreichte es 1957 mit 142.249 Tonnen Eisenerz. 1968 wurde die Förderung von Eisenerz eingestellt.
Im Gegensatz zu vielen anderen Gruben in der Region haben sich auf dem Gelände seit 1972 viele kleine Betriebe angesiedelt. So konnten nahezu alle Hauptgebäude bis heute erhalten werden.
Eine Inschrift aus dem Jahre 1939 über dem Füllort des Schachtes der 400-m-Sohle lautet:
„Es halt der Knappe in schwieliger Hand,
die Waage für Heer und Vaterland,
Das Erz, das er bricht und fördert hinauf
wird oben zu Panzer und Stahl
Glück auf!“

#### Grube Amalie (Amalienstollen)
Das 1823 verliehene Grubenfeld „Amalie“ ging durch die Übernahme des Hessen-Nassauischen Hüttenvereins 1935 in den Besitz von Buderus über. Durch die bereits 1933 erfolgte Zusammenlegung der Bergverwaltungen der beiden Unternehmen lag die Betriebsverwaltung faktisch seitdem schon in den Händen von Buderus. Noch 1933 wurde die Förderung zur Erzversorgung des Hochofenwerkes Oberscheld erhöht und überstieg erstmals in der Geschichte des Bergwerkes die 50.000-Tonnen-Grenze.
Die Grube Amalie war über eine 1,1 Kilometer lange Seilbahn mit der Grube Neue Lust verbunden. Die geringmächtigen Lagerstättenteile zwangen zu einer forcierten Ausrichtung der Lagerstätte in die Teufe. Dabei wurde deutlich, dass der gesamte Erzkörper nach unten zunehmend auskeilte. Im September 1951 musste die Erzgewinnung wegen Unwirtschaftlichkeit eingestellt werden.

## Bevölkerung

### Einwohnerstruktur 2011
Nach den Erhebungen des Zensus 2011 lebten am Stichtag dem 9. Mai 2011 in Oberscheld 2094 Einwohner. Darunter waren 84 (4,0 %) Ausländer. Nach dem Lebensalter waren 381 Einwohner unter 18 Jahren, 852 zwischen 18 und 49, 420 zwischen 50 und 64 und 441 Einwohner waren älter. Die Einwohner lebten in 873 Haushalten. Davon waren 243 Singlehaushalte, 149 Paare ohne Kinder und 282 Paare mit Kindern, sowie 78 Alleinerziehende und 21 Wohngemeinschaften. In 198 Haushalten lebten ausschließlich Senioren und in 552 Haushaltungen lebten keine Senioren.

### Einwohnerentwicklung
| Oberscheld: Einwohnerzahlen von 1834 bis 2021 | Oberscheld: Einwohnerzahlen von 1834 bis 2021 | Oberscheld: Einwohnerzahlen von 1834 bis 2021 | Oberscheld: Einwohnerzahlen von 1834 bis 2021 | Oberscheld: Einwohnerzahlen von 1834 bis 2021 |
| --- | --------------------------------------------- | --------------------------------------------- | --------------------------------------------- | --------------------------------------------- |
| Jahr |                                               |                                               |                                               | Einwohner                                     |
| 1834 | 1834                                          |                                               | 437                                           | 437                                           |
| 1840 | 1840                                          |                                               | 460                                           | 460                                           |
| 1846 | 1846                                          |                                               | 471                                           | 471                                           |
| 1852 | 1852                                          |                                               | 518                                           | 518                                           |
| 1858 | 1858                                          |                                               | 554                                           | 554                                           |
| 1864 | 1864                                          |                                               | 617                                           | 617                                           |
| 1871 | 1871                                          |                                               | 799                                           | 799                                           |
| 1875 | 1875                                          |                                               | 681                                           | 681                                           |
| 1885 | 1885                                          |                                               | 889                                           | 889                                           |
| 1895 | 1895                                          |                                               | 1.035                                         | 1.035                                         |
| 1905 | 1905                                          |                                               | 1.296                                         | 1.296                                         |
| 1910 | 1910                                          |                                               | 1.442                                         | 1.442                                         |
| 1925 | 1925                                          |                                               | 1.445                                         | 1.445                                         |
| 1939 | 1939                                          |                                               | 1.686                                         | 1.686                                         |
| 1946 | 1946                                          |                                               | 2.168                                         | 2.168                                         |
| 1950 | 1950                                          |                                               | 2.292                                         | 2.292                                         |
| 1956 | 1956                                          |                                               | 2.262                                         | 2.262                                         |
| 1961 | 1961                                          |                                               | 2.347                                         | 2.347                                         |
| 1967 | 1967                                          |                                               | 2.619                                         | 2.619                                         |
| 1970 | 1970                                          |                                               | 2.595                                         | 2.595                                         |
| 1980 | 1980                                          |                                               | ?                                             | ?                                             |
| 1990 | 1990                                          |                                               | ?                                             | ?                                             |
| 1999 | 1999                                          |                                               | 2.252                                         | 2.252                                         |
| 2005 | 2005                                          |                                               | 2.184                                         | 2.184                                         |
| 2011 | 2011                                          |                                               | 2.094                                         | 2.094                                         |
| 2014 | 2014                                          |                                               | 2.039                                         | 2.039                                         |
| 2018 | 2018                                          |                                               | 2.004                                         | 2.004                                         |
| 2021 | 2021                                          |                                               | 1.939                                         | 1.939                                         |
| Datenquelle: Historisches Gemeindeverzeichnis für Hessen: Die Bevölkerung der Gemeinden 1834 bis 1967. Wiesbaden: Hessisches Statistisches Landesamt, 1968. Weitere Quellen: LAGIS; nach 1970 Stadt Dillenburg; Zensus 2011 |                                               |                                               |                                               |                                               |

### Historische Religionszugehörigkeit
| • 1885: | 0819 evangelische (= 92,13 %), 15 katholische (= 1,69 %) und 55 andere (= 6,19 %) Christen |
| • 1961: | 1922 evangelische (= 81,89 %) und 282 (= 12,02 %) katholische Einwohner                    |
| • 2018: | 1199 evangelische (= 59,83 %), 174 katholische (= 8,68 %) und 613 andere Einwohner         |

## Politik
- SPD: 3
- CDU: 2

Für Oberscheld besteht ein Ortsbezirk (Gebiete der ehemaligen Gemeinde Oberscheld) mit Ortsbeirat und Ortsvorsteher nach der Hessischen Gemeindeordnung. Der Ortsbeirat besteht aus fünf Mitgliedern. Bei den Kommunalwahlen in Hessen 2021 betrug die Wahlbeteiligung zum Ortsbeirat 42,17 %. Für die Sitzverteilung siehe die nebenstehende Grafik. Der Ortsbeirat wählte Heidrun Brandes (SPD) zur Ortsvorsteherin.

## Kultur und Sehenswürdigkeiten

### Bauwerke

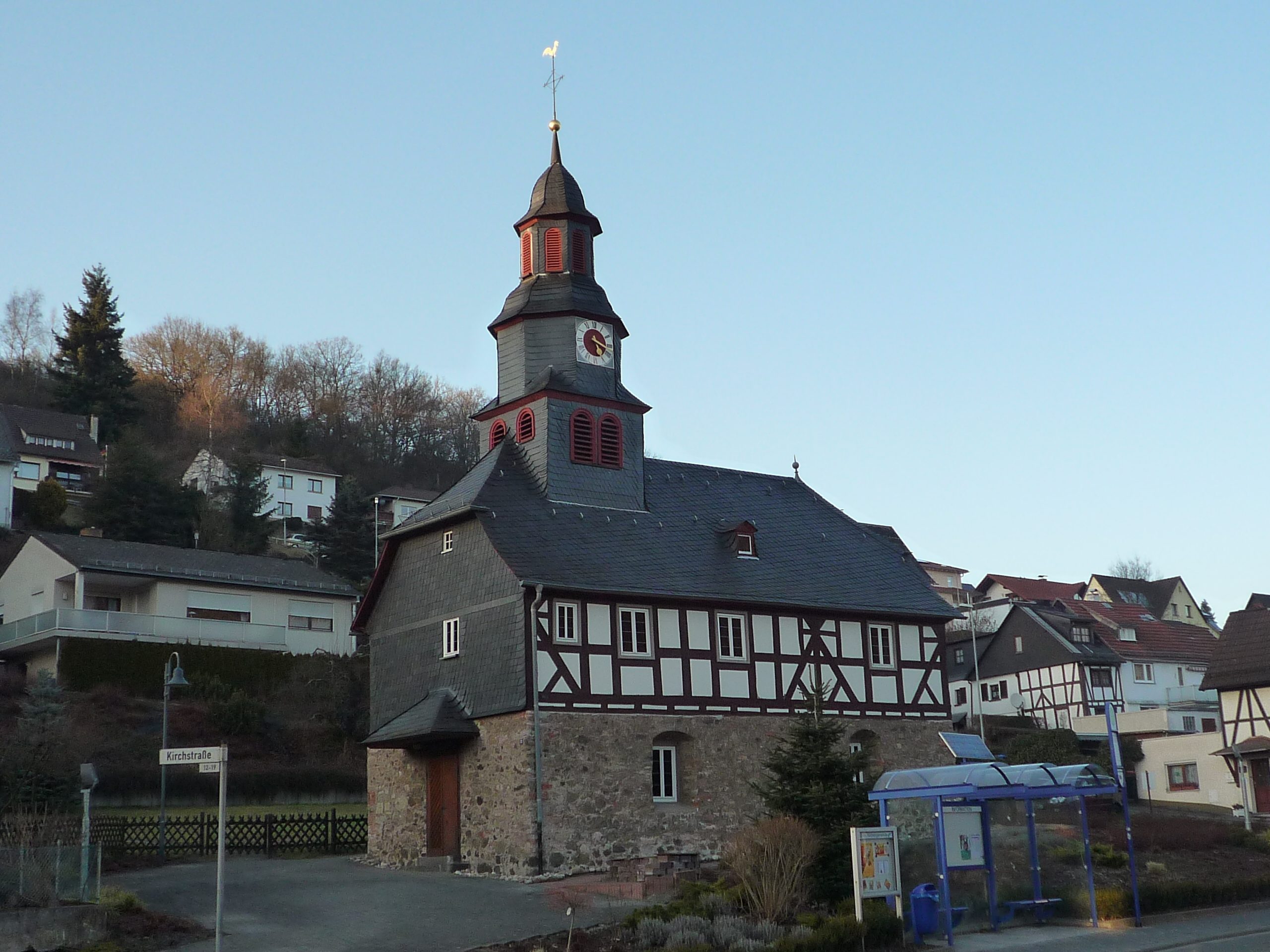
Evangelische Kirche

- Die Evangelische Kirche ist ein kleiner Saalbau von 1692. Das Erdgeschoss ist in Bruchstein und das Obergeschoss in Fachwerkbauweise errichtet. Im Inneren befindet sich eine rundumlaufende Empore auf Holzsäulen, an der Decke ein Stuckrelief mit Pelikan.

### Besucherstollen Ypsilanta
Die 140 m lange Grube Ypsilanta, die einmal ein Wasserlösungsstollen war, kann man heute durch ein restauriertes Mundloch begehen. Der Bergbau- und Feldbahnverein Schelderwald e. V. hat damit ein kleines Denkmal der Baugeschichte des Schelderwaldes geschaffen.
Schaulustige und Schulklassen können in dem Besucherstollen bei einer Führung in völliger Dunkelheit unter Zuhilfenahme des „Geleuchts und des Gezähes“ wahrnehmen, unter welchen Bedingungen die Bergleute damals unter Tage arbeiten mussten. Zu sehen sind die typischen Werkzeuge der damaligen Bergleute sowie eine Sammlung unterschiedlicher Erze. Darüber hinaus gibt es Fotos und grafische Schautafeln über geologische Formationen, die von Erzadern durchzogen sind.

## Wirtschaft und Infrastruktur

### Städtische Einrichtungen
- Dorfgemeinschaftshaus

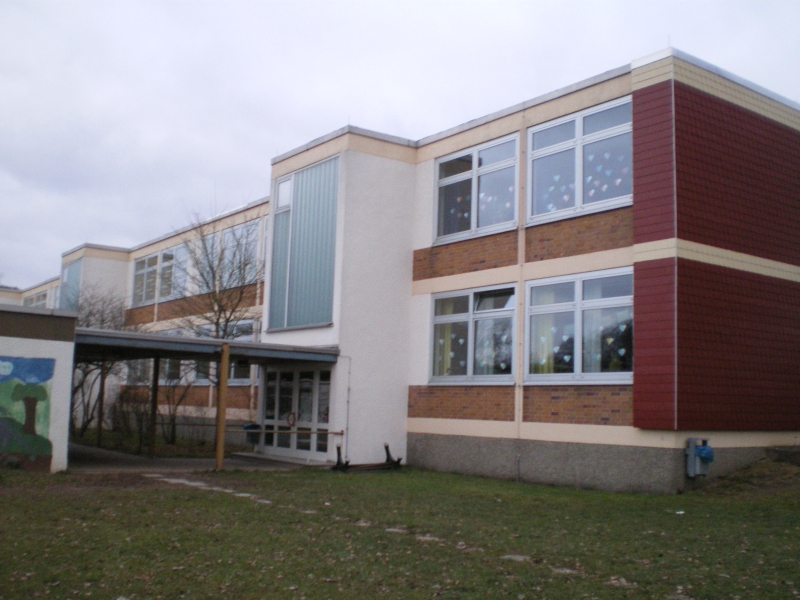
Schelderwald-Schule

- Schelderwald-Schule (Grund- und Hauptschule)
- Ev. Kindergarten
- Jugendraum (zusammen mit dem „Jugend-Arbeits-Kreis Oberscheld“ – JAKOb e. V.)

### Waldschwimmbad Oberscheld
Das im Irrscheldetal gelegene beheizte Freibad bietet für den Sommer Freizeitmöglichkeiten. Ein Bistro steht beim Schwimmbadbesuch, aber auch für Wanderer usw. zur Verfügung. In allen Jahreszeiten ist das Waldschwimmbad Ausgangspunkt für Spaziergänge, Wander- und Fahrradtouren. Der Schelder Wald mit seinen historischen Gruben bildet dafür einen Rahmen. In der Nähe des Schwimmbades befindet sich auch der Besucherstollen Ypsilanta.

### Verkehr
Oberscheld lag an der Scheldetalbahn. Diese ist stillgelegt.